# Mendota (Minnesota)
Mendota è un comune degli Stati Uniti d'America, situato nello Stato del Minnesota, nella contea di Dakota.